# Himallaphus pahilo
Himallaphus pahilo (лат.) — вид жуков ощупников рода Himallaphus из семейства
стафилинид. Название происходит от непальского слова, означающее «первый». 

## Распространение
Непал (Гималаи, Patan Distr. Phulchoki, на высоте 2500 м).

## Описание
Мелкие жуки, длина около 2 мм (от 1,7 до 1,8 мм), красно-коричневого цвета. Отличается следующими признаками: темя и виски поперечно-бороздчатые; мезальная вершинная борозда доходит до сужения шеи; глаза выпуклые. 4-й членик максиллярных щупиков с увеличенной апикальной частью примерно равной длине ножки (стебелька). Основание надкрылий вдавленное. Выступы метавентрита самцов перекрывают задние вертлуги. Апиковентральный отросток эдеагуса узкий. Парамеры широкие. Усики 11-члениковые с 3-члениковой булавой. Задние крылья атрофированы (жуки бескрылые).